# Йоке (ураган)
Ураган Йоке (англ. Hurricane Ioke), тайфун Йоке або супертайфун Йоке (міжнародне позначення 0612, позначений JTWC 01C) — найсильніший тропічний циклон, зареєстрований у центрально-північній частині Тихого океану. Це був перший тропічний шторм сезону ураганів 2006 року, відомий рекордною тривалістю життя (19 днів) та великою силою.
Тропічний циклон розвинувся в екваторіальній конвергентній зоні 20 серпня на південь від Гавайських островів. За сприятливих умов, тропічний циклон досяг 4 категорії за шкалою Саффіра-Сімпсона за 48 годин, але 22 серпня, до проходження над атолом Джонстон, швидко втратив силу до 2 категорії. Через 2 дні, 25 серпня, ураган знов досяг 5 категорії, перетнув міжнародну лінію зміни дат (внаслідок чого його класифікацію було змінено з урагана на тайфун) та продовжив рух на захід. 31 серпня він пройшов острів Вейк з вітрами 69 м/с, після чого втратив силу і 6 вересня перетворився на позатропічний циклон. Залишки урагану дійшли до Аляски.
Йоке не завдав шкоди жодному постійно населеному району, лише 12 дослідників перебували на його шляху в добре захищеному бункері на атолі Джонстон. Загальні руйнування на острові Вейк оцінюються в 88 млн доларів США (на 2006 рік), хоча інфраструктура острову вціліла. Вже як позатропічний шторм, він викликав великий штормовий приплив на Алясці.
| Погода | Це незавершена стаття з метеорології. Ви можете допомогти проєкту, виправивши або дописавши її. |